# José António Gomes
.
José António Gomes (Vila Nova de Gaia, 1956) é um escritor, investigador, crítico literário  e professor do ensino superior português. Tem assinado a maioria das suas obras de criação literária com o nome de João Pedro Mésseder.
Licenciado em Filologia Germânica e doutorado em Literatura Portuguesa do século XX pela Universidade Nova de Lisboa, é professor coordenador de literatura na Escola Superior de Educação do Instituto Politécnico do Porto e investigador integrado do Centro de Investigação em Psicologia da Música e Educação Musical (CIPEM/INET-md).
Especialista na obra de Luísa Dacosta, com a tese de doutoramento Espelhos e Sombras. Representações do eu em Luísa Dacosta, apresentada  à Faculdade de Ciências Sociais e Humanas da Universidade Nova de Lisboa, em 2003.

Publicou livros e artigos, em Portugal e no estrangeiro, sobre as suas áreas de especialização: literatura portuguesa contemporânea, escrita para a infância e a juventude e educação literária. Orientou teses de doutoramento e de mestrado e integrou júris de provas académicas e de prémios literários, sendo membro da Associação Portuguesa dos Críticos Literários, da Associação Portuguesa de Escritores e da Associação dos Jornalistas e Homens de Letras do Porto. 
Fundou e dirigiu a revista Malasartes – Cadernos de Literatura para a Infância e a Juventude, dirigida a investigadores, professores, estudantes e mediadores da leitura. É membro da Rede Temática "Las Literaturas Infantiles y Juveniles del Marco Ibérico e Iberoamericano" (LIJMI)  e membro do conselho consultivo da Universidade Popular do Porto.
Foi colaborador permanente do semanário Expresso (secção de livros) e de Fadamorgana – Revista galega de literatura infantil e xuvenil, criada em Santiago de Compostela, em 1999. É membro do comité científico do Boletín Galego de Literatura, da Universidade de Santiago de Compostela, em cujo “Máster en Literatura Infantil e Xuvenil como aporte á formación e desenvolvemento de hábitos lectores” tem leccionado. É co-fundador e co-coordenador do Suplemento Cultural do semanário TVS (Terras do Vale do Sousa) e colaborador especial no periódico As Artes Entre as Letras.
Tem escrito sobre escritores como António Sérgio, Miguel Torga, Sophia de Mello Breyner Andresen, Ilse Losa, Eugénio de Andrade, Papiniano Carlos, Albano Martins, Matilde Rosa Araújo, Mário Castrim, Luísa Dacosta, José Saramago, Urbano Tavares Rodrigues, Maria Alberta Menéres, António Torrado, Manuel António Pina, Manuel Gusmão, Luísa Ducla Soares, Alice Vieira, Álvaro Magalhães, Augusto Baptista, Francisco Duarte Mangas, Rita Taborda Duarte e muitos outros. Escreveu ainda sobre José Afonso, Adriano Correia de Oliveira e sobre pintores e ilustradores como Júlio Resende, Manuela Bacelar, António Modesto, André Letria, Ana Biscaia e outros.
Colabora regularmente em Inocência Recompensada  e Inocência Descompensada , sítios do IEL-C (Núcleo de Investigação em Estudos Literários e Culturais) do inED (Centro de Investigação e Inovação em Educação da Escola Superior de Educação do Porto).

## Obras

### Poesia
- Setembro (1984) (em coautoria com José Soares Martins e Manuel Lopes Dória)
- A Força da Fuga do Olhar (1991)
- As Colmeias Esquecidas (plaquete) (1991)
- A Transparência do Seu Nome (1994)

### Antologias organizadas
- Histórias Tradicionais Portuguesas (ilustrações: António Modesto), 2000. Seleção, ordenação e revisão dos textos assinadas com o pseudónimo Ana Filipe Lourenço.
- Fiz das Pernas Coração: Contos Tradicionais Portugueses (ilustrações: Danuta Wojciechowska), 2000. Integra as listas de livros recomendados pelo Plano Nacional de Leitura (PNL)
- Conto Estrelas em Ti: Dezassete Poetas Escrevem para a Infância (ilustrações: João Caetano), 2000. Integra as listas de livros recomendados pelo Plano Nacional de Leitura (PNL)
- Contos da Cidade das Pontes (ilustrações: António Modesto), 2001
- Cuentos de la Ciudad de los Puentes (ilustrações: António Modesto), 2001 (em Castelhano)
- Short Stories of the City of Bridges (ilustrações: António Modesto), 2001 (em Inglês)
- Diversos Versos – Projecto ‘Da Leitura à Escrita do Texto Poético’ – selecta de textos poéticos produzidos por alunos de 1.º, 2.º e 3.º ciclos (coord.: José António Gomes; org.: professores envolvidos no projecto), Centro de Formação de Professores de Matosinhos, 2001
- Contos Tradicionais Portugueses (ilustrações de Xaime Asensi), 2002 (em Galego)
- Contos de Sempre (ilustrações: António Modesto), 2004
- Uma Fiada de Histórias (ilustrações: Inês de Oliveira), 2004
- Abre um Buraco no Tecto que Eu Quero Ver a Lua: Uma Selecção de Textos de José Gomes Ferreira (ilustrações de capa: Gémeo Luís), 2005 (em colaboração com Isabel Ramalhete)
- Histórias e Poemas para Pessoas Pequenas (ilustrações: Maria Ferrand), 2005
- Houve um Tempo, Longe – Vila Real de Trás-os-Montes na Obra de Luísa Dacosta, 2005
- Um Bosque de Palavras (ilustrações: Maria Ferrand), 2006
- Era Uma Vez Outra Vez (ilustrações: Maria Ferrand), 2007
- Chegou o Natal! (ilustrações: vários), 2008. Integra as listas de livros recomendados pelo Plano Nacional de Leitura (PNL)
- Poesia de Fernando Pessoa para Todos (ilustrações de António Modesto), 2008; edição brasileira em 2009
- Poesia de Luís de Camões para Todos (ilustrações de Ana Biscaia), 2009; edição brasileira em 2009. Integra as listas de livros recomendados pelo Plano Nacional de Leitura (PNL)
- Capuchinho Vermelho: Histórias Secretas e Outras Menos (co-coordenação com Sara Reis da Silva) (2012)

### Traduções realizadas
- Lorca, Federico García, Alocução ao Povo da Aldeia de Fuentevaqueros (2004) (em colaboração com Isabel Ramalhete)

### História, crítica e educação literárias
- Literatura para Crianças e Jovens – Alguns Percursos (1991)
- A Poesia na Literatura para a Infância (1993)
- Maurício, que Terá Vinte Anos no Ano 2001: Itinerário da formação de um leitor (1997)
- Livro de Pequenas Viagens: Estudos e Recensões sobre Literatura Portuguesa Contemporânea / Literatura para a Infância (1997)
- Introdução à Obra de Alice Vieira (1998)
- Para uma História da Literatura Portuguesa para a Infância e a Juventude (1998)
- Towards a History of Portuguese Children’s and Youth Literature (1998)
- A Escrita e a Leitura – Caminhos com Futuro – Comunicações do II Encontro com a Adolescência (coords.: José António Gomes e Maria Geraldes) (1998)
- Do Dragão ao Pai Natal – Olhares sobre a Literatura para a Infância – Comunicações dos Encontros Luso-Galaico-Francófonos do Livro Infantil (coords.: José António Gomes e Patrick Zimmermann) (1999)
- Da Nascente à Voz: Contributos para uma pedagogia da leitura (2000)
- Sophia, Infância e Apelo do Mar (2000)
- Avanços, Recuos: Leituras de Prosa e Poesia em Português (2006)
- Grandes Autores para Pequenos Leitores: Literatura Infantil e Juvenil – Elementos para a Construção de um Cânone (co-autoria e co-coordenação com Blanca-Ana Roig Rechou) (2007)
- Teatro para a Infância e a Juventude (co-autoria e co-coordenação com Ana Margarida Ramos e Blanca-Ana Roig Rechou) (2008)
- A Memória nos Livros: História e histórias (co-autoria e co-coordenação com Ana Margarida Ramos, Sara Reis da Silva, Blanca-Ana Roig Rechou e Marta Neira Rodríguez) (2009)
- Maré de Livros (co-autoria e co-coordenação com Blanca-Ana Roig Rechou, Isabel Mociño e Ana Margarida Ramos) (2010)
- Maria Alberta Menéres Espreitou Três Vezes? (co-autoria com Ana Cristina Vasconcelos Pereira de Macedo) (2010)
- Figurações do Desejo e da Infância em Eugénio de Andrade (2010)
- A Música das Palavras: Sidónio Muralha, Matilde Rosa Araújo, Eugénio de Andrade, Luísa Ducla Soares, Manuel António Pina, João Pedro Mésseder (2017)

### Distinções
- Medalha de Mérito da Cidade do Porto (Câmara Municipal do Porto, 2023)
- Como Se Fosse Amanhecer Debruçado em Janelas um pouco Altas (inédito) – Menção Honrosa do Prémio Literário Joaquim de Almeida 1985, Câmara Municipal de Montijo
- Fiz das Pernas Coração: Contos Tradicionais Portugueses (2000); Conto Estrelas em Ti: Dezassete Poetas Escrevem para a Infância (2000); Chegou o Natal! (2008); e Poesia de Luís de Camões para Todos (2009) – integram as listas de livros recomendados pelo Plano Nacional de Leitura (PNL)
- Um Passeio Acidentado – Menção Honrosa do Concurso ‘Uma História para Crianças’ 1987, Cooperativa Cultural e Recreativa da Gafanha da Nazaré